# Coupe du monde de tir à l'arc de 2014
Navigation
Édition précédente Édition suivante
La coupe du monde de tir à l'arc de 2014 est la neuvième édition annuelle de la coupe du monde organisée par la World Archery Federation (WA). Elle regroupe des compétitions individuelles, par équipes et mixtes dans les catégories d'arc classique et arc à poulies. 
Quatre compétitions de qualification ont lieu entre avril et août pour chacune des catégories et les meilleurs archers sont qualifiés pour les finales début septembre à Lausanne. Toutes les épreuves se déroulent en extérieur avec des cibles se situant à 70 m pour l'arc classique et 50 m pour l'arc à poulies. Le format des épreuves reste identique au tir à l'arc aux Jeux olympiques pour l'arc classique.

## Calendrier
| Étape  | Date                     | Lieu     | Pays     |
| ------ | ------------------------ | -------- | -------- |
| 1re    | du 22 au 25 avril 2014   | Shanghai | Chine    |
| 2e     | du 13 au 18 mai 2014     | Medellín | Colombie |
| 3e     | du 10 au 15 juin 2014    | Antalya  | Turquie  |
| 4e     | du 5 au 10 août 2014     | Wrocław  | Pologne  |
| Finale | du 5 au 7 septembre 2014 | Lausanne | Suisse   |

## Résultats des étapes qualificatives

### Classique masculin
| Lieu     | Or               | Argent        | Bronze                 |
| -------- | ---------------- | ------------- | ---------------------- |
| Shanghai | Hideki Kikuchi   | Pierre Plihon | Rick van der Ven       |
| Medellín | Lee Seung-yun    | Oh Jin-hyek   | Kim Woo-jin            |
| Antalya  | Florian Kahllund | Ku Bonchan    | Takaharu Furukawa      |
| Wrocław  | Rick van der Ven | Mauro Nespoli | Jean-Charles Valladont |

### Classique féminin
| Lieu     | Or                     | Argent     | Bronze            |
| -------- | ---------------------- | ---------- | ----------------- |
| Shanghai | Elena Richter          | Xú Jīng    | Aída Román        |
| Medellín | Jung Dasomi            | Lisa Unruh | Natalia Erdynieva |
| Antalya  | Chang Hye-jin          | Cheng Ming | Ren Hayakawa      |
| Wrocław  | Ika Yuliana Rochmawati | Xú Jīng    | Deepika Kumari    |

### Poulies masculin
| Lieu     | Or                    | Argent                | Bronze            |
| -------- | --------------------- | --------------------- | ----------------- |
| Shanghai | Sébastien Peineau     | Pierre Julien Deloche | Bridger Deaton    |
| Medellín | Peter Elzinga         | Daniel Munoz          | Reo Wilde         |
| Antalya  | Choi Yong-hee         | Rajat Chauhan         | Mike Schloesser   |
| Wrocław  | Pierre Julien Deloche | Reo Wilde             | Alexander Dambaev |

### Poulies féminin
| Lieu     | Or                | Argent               | Bronze             |
| -------- | ----------------- | -------------------- | ------------------ |
| Shanghai | Choi Bo-Min       | Sara López           | Alejandra Usquiano |
| Medellín | Erika Jones       | Toja Cerne           | Inge Van Caspel    |
| Antalya  | Natalia Avdeeva   | Fatimah Almashhadani | Janine Meissner    |
| Wrocław  | Cansu Ecem Coskun | Sara López           | Albina Loginova    |

### Classique masculin par équipes
| Lieu     | Or                                                        | Argent                                                         | Bronze                                                     |
| -------- | --------------------------------------------------------- | -------------------------------------------------------------- | ---------------------------------------------------------- |
| Shanghai | Japon Takaharu Furukawa Hideki Kikuchi Shohei Ota         | Australie Matthew Gray Ryan Tyack Taylor Worth                 | Pays-Bas Mick De Bakker Sjef Van Den Berg Rick van der Ven |
| Medellín | Corée du Sud Kim Woo-jin Ku Bon-chan Oh Jin-hyek          | Inde Sanjay Boro Atanu Das Thupuvoyi Swuro                     | États-Unis Jeremiah Cusick Brady Ellison Jake Kaminski     |
| Antalya  | Corée du Sud Kim Woo-jin Ku Bon-chan Oh Jin-hyek          | Russie Galsan Bazarzhapov Bair Tsybekdorzhiev Bolot Tsybzhitov | Japon Takaharu Furukawa Hideki Kikuchi Hirokuni Sato       |
| Wrocław  | Mexique Luis Álvarez Juan René Serrano Pedro Vivas Lacala | Inde Atanu Das Tarundeep Rai Jayanta Talukdar                  | Chine Gu Xuesong Li Jialun Yong Zhiwei                     |

### Classique féminin par équipes
| Lieu     | Or                                                    | Argent                                                    | Bronze                                               |
| -------- | ----------------------------------------------------- | --------------------------------------------------------- | ---------------------------------------------------- |
| Shanghai | Chine Cheng Ming Fang Yuting Xú Jīng                  | Colombie Ana Maria Rendon Natalia Sanchez Maira Alejandra | Japon Ren Hayakawa Ayano Kato Saori Nagamine         |
| Medellín | Allemagne Elena Richter Lisa Unruh Karina Winter      | Chine Cao Hui Qi Yuhong Zhu Jueman                        | Corée du Sud Joo Hyun-jung Jung Dasomi Lee Tuk-young |
| Antalya  | Chine Cheng Ming Fang Yuting Xú Jīng                  | Corée du Sud Chang Hye-jin Jung Dasomi Lee Tuk-young      | Russie Ksenia Perova Tatiana Segina Inna Stepanova   |
| Wrocław  | Inde Deepika Kumari Bombayla Laishram Laxmirani Majhi | Mexique Gabriela Bayardo Aída Román Alejandra Valencia    | Chine Cheng Ming Xú Jīng Zhu Jueman                  |

### Classique mixte par équipes
| Lieu     | Or                                       | Argent                                       | Bronze                                  |
| -------- | ---------------------------------------- | -------------------------------------------- | --------------------------------------- |
| Shanghai | États-Unis Mackenzie Brown Brady Ellison | Mexique Aída Román Juan René Serrano         | Royaume-Uni Naomi Folkard Larry Godfrey |
| Medellín | Corée du Sud Lee Tuk-young Oh Jin-hyek   | Brésil Marcus D'Almeida Sarah Nikitin        | Inde Atanu Das Bombayla Devi Laishram   |
| Antalya  | Chine Wang Gang Fang Yuting              | Inde Jayanta Talukdar Bombayla Devi Laishram | Corée du Sud Lee Tuk-young Kim Woo-jin  |
| Wrocław  | Mexique Aída Román Luis Eduardo Velez    | Russie Tatiana Segina Bair Tsybekdorzhiev    | Inde Jayanta Talukdar Deepika Kumari    |

### Poulies masculin par équipes
| Lieu     | Or                                                      | Argent                                                  | Bronze                                                      |
| -------- | ------------------------------------------------------- | ------------------------------------------------------- | ----------------------------------------------------------- |
| Shanghai | États-Unis Reo Wilde Braden Gellenthien Bridger Deaton  | Australie Robert Timms Derek Jacobs Michael Brosnan     | Russie Mikhail Sbrodov Viktor Kalashnikov Alexander Dambaev |
| Medellín | États-Unis Reo Wilde Braden Gellenthien Bridger Deaton  | Pays-Bas Ruben Bleyendaal Peter Elzinga Mike Schloesser | Italie Daniele Bauro Sergio Pagni Federico Pagnoni          |
| Antalya  | Pays-Bas Ruben Bleyendaal Peter Elzinga Mike Schloesser | Italie Luigi Dragoni Stefano Mazzi Sergio Pagni         | États-Unis Reo Wilde Braden Gellenthien Bridger Deaton      |
| Wrocław  | Danemark Martin Damsbo Stephan Hansen Patrick Laursen   | Mexique Gerardo Alvarado Mario Cardoso Julio Fierro     | Italie Mauro Bovini Luigi Dragoni Sergio Pagni              |

### Poulies féminin par équipes
| Lieu     | Or                                                           | Argent                                                       | Bronze                                                            |
| -------- | ------------------------------------------------------------ | ------------------------------------------------------------ | ----------------------------------------------------------------- |
| Shanghai | États-Unis Erika Jones Tristan Skarvan Jamie Van Natta       | Taipei chinois I-Jou Huang Ning-Meng Wen Ting-Ting Wu        | Corée du Sud Choi Bo-Min Yun-hee Kim Ji Hyun Seok                 |
| Medellín | États-Unis Erika Jones Paige Pearce Jamie Van Natta          | Colombie Aura Maria Bravo Sara Lopez Alejandra Usquiano      | Mexique Ali Citlalli Castillo Alexis Madrid Katya Sofia Rodriguez |
| Antalya  | Russie Natalia Avdeeva Svetlana Cherkashneva Albina Loginova | États-Unis Erika Jones Christie Colin Jamie Van Natta        | Inde Trisha Deb Lily Chanu Paonam Purvasha Sudhir Shende          |
| Wrocław  | États-Unis Erika Jones Christie Colin Crystal Gauvin         | Russie Natalia Avdeeva Svetlana Cherkashneva Albina Loginova | Colombie Sara Lopez Maja Marcen Alejandra Usquiano                |

### Poulies mixte par équipes
| Lieu     | Or                                           | Argent                                     | Bronze                                       |
| -------- | -------------------------------------------- | ------------------------------------------ | -------------------------------------------- |
| Shanghai | Corée du Sud Yun-hee Kim Min Lihong          | États-Unis Bridger Deaton Erika Jones      | France Pierre Julien Deloche Sophie Dodemont |
| Medellín | France Pierre Julien Deloche Sophie Dodemont | Pays-Bas Mike Schloesser Inge Van Caspel   | États-Unis Reo Wilde Erika Jones             |
| Antalya  | Belgique Michael Cauwe Sarah Prieels         | Colombie Camilo Andres Cardona Sara Lopez  | Slovénie Toja Cerne Dejan Sitar              |
| Wrocław  | États-Unis Braden Gellenthien Crystal Gauvin | Inde Abhishek Verma Purvasha Sudhir Shende | Russie Alexander Dambaev Natalia Avdeeva     |

## La finale
En finale, seules les épreuves individuelles et mixtes dans les catégories arc classique et arc poulies sont disputées.

### Qualification des archers
À la fin des étapes de qualifications, les 7 meilleurs archers les mieux classés des quatre étapes dans chaque catégories seront sélectionnés pour participer à la finale. Un archer du pays organisateur a automatiquement une place pour la finale.
Cependant, il existe une limite de deux archers du même pays dans chaque catégorie.
Pour les épreuves mixtes, la meilleure équipe des qualifications disputera la finale contre l'équipe du pays organisateur de la finale. Dans le cas où la première équipe et celle du pays organisateur, c'est la seconde équipe qui sera sélectionnée.
| Rang | Nom              | Points |
| ---- | ---------------- | ------ |
| 1    | Rick van der Ven | 56     |
| 2    | Marcus D'Almeida | 38     |
| 3    | Pierre Plihon    | 36     |
| 4    | Oh Jin-hyek      | 34     |
| 4    | Brady Ellison    | 34     |
| 6    | Florian Kahllund | 30     |
| 6    | Lee Seung-yun    | 30     |
| 8    | Jake Kaminski    | 27     |
| 9    | Ku Bon-chan      | 26     |
| 10   | Hideki Kikuchi   | 25     |

| Rang | Nom                    | Points |
| ---- | ---------------------- | ------ |
| 1    | Xú Jīng                | 47     |
| 2    | Jung Dasomi            | 37     |
| 3    | Elena Richter          | 35     |
| 4    | Lisa Unruh             | 31     |
| 5    | Joo Hyun-jung          | 30     |
| 6    | Aída Román             | 28     |
| 7    | Cheng Ming             | 26     |
| 8    | Tatiana Segina         | 25     |
| 8    | Chang Hye-jin          | 25     |
| 8    | Ika Yuliana Rochmawati | 25     |

| Rang | Nom                   | Points |
| ---- | --------------------- | ------ |
| 1    | Reo Wilde             | 52     |
| 2    | Peter Elzinga         | 48     |
| 3    | Pierre Julien Deloche | 46     |
| 4    | Sébastien Peineau     | 43     |
| 4    | Bridger Deaton        | 43     |
| 6    | Rajat Chauhan         | 31     |
| 7    | Choi Yong-hee         | 30     |
| 8    | Alexander Dambaev     | 28     |
| 9    | Sergio Pagni          | 25     |
| 10   | Roberto Hernandez     | 23     |
| 10   | Mike Schloesser       | 23     |

| Rang | Nom                | Points |
| ---- | ------------------ | ------ |
| 1    | Sara Lopez         | 47     |
| 2    | Albina Loginova    | 44     |
| 3    | Erika Jones        | 42     |
| 4    | Natalia Avdeeva    | 38     |
| 5    | Linda Ochoa        | 34     |
| 6    | Alejandra Usquiano | 33     |
| 7    | Toja Cerne         | 31     |
| 8    | Cansu Ecem Coskun  | 30     |
| 9    | Choi Bomin         | 25     |
| 10   | Inge Van Caspel    | 23     |

| Rang | Pays         | Points |
| ---- | ------------ | ------ |
| 1    | Mexique      | 36     |
| 2    | Inde         | 32     |
| 3    | Corée du Sud | 26     |
| 4    | États-Unis   | 19     |
| 5    | Chine        | 16     |

| Rang | Pays       | Points |
| ---- | ---------- | ------ |
| 1    | États-Unis | 38     |
| 2    | France     | 29     |
| 3    | Inde       | 24     |
| 4    | Russie     | 21     |
| 5    | Colombie   | 17     |

### Classique masculin
|  | Quarts-de-finale     | Quarts-de-finale     |                      |                      | Demi-finales           | Demi-finales |  |  | Finale               | Finale |
|  | Quarts-de-finale     | Quarts-de-finale     |                      |                      | Demi-finales           | Demi-finales |  |  | Finale               | Finale |
|  |                      |                      |                      |                      |                        |              |  |  |                      |        |
|  |                      |                      |                      |                      |                        |              |  |  |                      |        |
|  |                      |                      |                      |                      |                        |              |  |  |                      |        |
|  | Rick van der Ven (1) | 6                    |                      |                      |                        |              |  |  |                      |        |
|  | Rick van der Ven (1) | 6                    |                      |                      |                        |              |  |  |                      |        |
|  | Adrian Faber (8)     | 2                    |                      |                      |                        |              |  |  |                      |        |
|  | Adrian Faber (8)     | 2                    | Rick van der Ven (1) | 4                    |                        |              |  |  |                      |        |
|  |                      |                      | Rick van der Ven (1) | 4                    |                        |              |  |  |                      |        |
|  |                      | Brady Ellison (5)    | 6                    |                      |                        |              |  |  |                      |        |
|  | Brady Ellison (5)    | Brady Ellison (5)    | 6                    | 6                    |                        |              |  |  |                      |        |
|  | Brady Ellison (5)    |                      |                      | 6                    |                        |              |  |  |                      |        |
|  | Oh Jin-hyek (4)      | 5                    |                      |                      |                        |              |  |  |                      |        |
|  | Oh Jin-hyek (4)      | 5                    | Brady Ellison (5)    | 6                    |                        |              |  |  |                      |        |
|  |                      |                      | Brady Ellison (5)    | 6                    |                        |              |  |  |                      |        |
|  |                      | Marcus D'Almeida (2) | 4                    |                      |                        |              |  |  |                      |        |
|  | Pierre Plihon (3)    | Marcus D'Almeida (2) | 4                    | 4                    |                        |              |  |  |                      |        |
|  | Pierre Plihon (3)    |                      |                      | 4                    |                        |              |  |  |                      |        |
|  | Florian Kahllund (6) | 6                    |                      |                      |                        |              |  |  |                      |        |
|  | Florian Kahllund (6) | 6                    | Florian Kahllund (6) | 0                    |                        |              |  |  |                      |        |
|  |                      |                      | Florian Kahllund (6) | 0                    | Match pour la 3e place |              |  |  |                      |        |
|  |                      | Marcus D'Almeida (2) | 6                    |                      |                        |              |  |  |                      |        |
|  | Jake Kaminski (7)    | Marcus D'Almeida (2) | 6                    | 0                    |                        |              |  |  |                      |        |
|  | Jake Kaminski (7)    |                      |                      | 0                    |                        |              |  |  |                      |        |
|  | Marcus D'Almeida (2) | 6                    |                      | Rick van der Ven (1) | 6                      |              |  |  |                      |        |
|  | Marcus D'Almeida (2) | 6                    |                      | Rick van der Ven (1) | 6                      |              |  |  |                      |        |
|  |                      |                      |                      |                      |                        |              |  |  | Florian Kahllund (6) | 4      |
|  |                      |                      |                      |                      |                        |              |  |  | Florian Kahllund (6) | 4      |

### Classique féminin
|  | Quarts-de-finale    | Quarts-de-finale   |                |             | Demi-finales           | Demi-finales |  |  | Finale             | Finale |
|  | Quarts-de-finale    | Quarts-de-finale   |                |             | Demi-finales           | Demi-finales |  |  | Finale             | Finale |
|  |                     |                    |                |             |                        |              |  |  |                    |        |
|  |                     |                    |                |             |                        |              |  |  |                    |        |
|  |                     |                    |                |             |                        |              |  |  |                    |        |
|  | Xú Jīng (1)         | 6                  |                |             |                        |              |  |  |                    |        |
|  | Xú Jīng (1)         | 6                  |                |             |                        |              |  |  |                    |        |
|  | Nathalie Dielen (8) | 2                  |                |             |                        |              |  |  |                    |        |
|  | Nathalie Dielen (8) | 2                  | Xú Jīng (1)    | 4           |                        |              |  |  |                    |        |
|  |                     |                    | Xú Jīng (1)    | 4           |                        |              |  |  |                    |        |
|  |                     | Aída Román (5)     | 6              |             |                        |              |  |  |                    |        |
|  | Aída Román (5)      | Aída Román (5)     | 6              | 6           |                        |              |  |  |                    |        |
|  | Aída Román (5)      |                    |                | 6           |                        |              |  |  |                    |        |
|  | Lisa Unruh (4)      | 5                  |                |             |                        |              |  |  |                    |        |
|  | Lisa Unruh (4)      | 5                  | Aída Román (5) | 7           |                        |              |  |  |                    |        |
|  |                     |                    | Aída Román (5) | 7           |                        |              |  |  |                    |        |
|  |                     | Cheng Ming (6)     | 3              |             |                        |              |  |  |                    |        |
|  | Elena Richter (3)   | Cheng Ming (6)     | 3              | 4           |                        |              |  |  |                    |        |
|  | Elena Richter (3)   |                    |                | 4           |                        |              |  |  |                    |        |
|  | Cheng Ming (6)      | 6                  |                |             |                        |              |  |  |                    |        |
|  | Cheng Ming (6)      | 6                  | Cheng Ming (6) | 6           |                        |              |  |  |                    |        |
|  |                     |                    | Cheng Ming (6) | 6           | Match pour la 3e place |              |  |  |                    |        |
|  |                     | Tatiana Segina (7) | 5              |             |                        |              |  |  |                    |        |
|  | Tatiana Segina (7)  | Tatiana Segina (7) | 5              | 6           |                        |              |  |  |                    |        |
|  | Tatiana Segina (7)  |                    |                | 6           |                        |              |  |  |                    |        |
|  | Jung Dasomi (2)     | 5                  |                | Xú Jīng (1) | 7                      |              |  |  |                    |        |
|  | Jung Dasomi (2)     | 5                  |                | Xú Jīng (1) | 7                      |              |  |  |                    |        |
|  |                     |                    |                |             |                        |              |  |  | Tatiana Segina (7) | 3      |
|  |                     |                    |                |             |                        |              |  |  | Tatiana Segina (7) | 3      |

### Classique mixte par équipes
L'équipe du Mexique composée de Aída Román et Eduardo Vélez s'impose contre l'équipe de Suisse composée de Iliana Deineko et Florian Faber sur le score de 6 à 0.

### Poulies masculin
|  | Quarts-de-finale          | Quarts-de-finale          |                           |               | Demi-finales           | Demi-finales |  |  | Finale            | Finale |
|  | Quarts-de-finale          | Quarts-de-finale          |                           |               | Demi-finales           | Demi-finales |  |  | Finale            | Finale |
|  |                           |                           |                           |               |                        |              |  |  |                   |        |
|  |                           |                           |                           |               |                        |              |  |  |                   |        |
|  |                           |                           |                           |               |                        |              |  |  |                   |        |
|  | Reo Wilde (1)             | 148                       |                           |               |                        |              |  |  |                   |        |
|  | Reo Wilde (1)             | 148                       |                           |               |                        |              |  |  |                   |        |
|  | Kevin Burri (8)           | 139                       |                           |               |                        |              |  |  |                   |        |
|  | Kevin Burri (8)           | 139                       | Reo Wilde (1)             | 146           |                        |              |  |  |                   |        |
|  |                           |                           | Reo Wilde (1)             | 146           |                        |              |  |  |                   |        |
|  |                           | Bridger Deaton (5)        | 147                       |               |                        |              |  |  |                   |        |
|  | Bridger Deaton (5)        | Bridger Deaton (5)        | 147                       | 145           |                        |              |  |  |                   |        |
|  | Bridger Deaton (5)        |                           |                           | 145           |                        |              |  |  |                   |        |
|  | Sébastien Peineau (4)     | 144                       |                           |               |                        |              |  |  |                   |        |
|  | Sébastien Peineau (4)     | 144                       | Bridger Deaton (5)        | 148           |                        |              |  |  |                   |        |
|  |                           |                           | Bridger Deaton (5)        | 148           |                        |              |  |  |                   |        |
|  |                           | Pierre Julien Deloche (3) | 144                       |               |                        |              |  |  |                   |        |
|  | Pierre Julien Deloche (3) | Pierre Julien Deloche (3) | 144                       | 146           |                        |              |  |  |                   |        |
|  | Pierre Julien Deloche (3) |                           |                           | 146           |                        |              |  |  |                   |        |
|  | Rajat Chauhan (6)         | 145                       |                           |               |                        |              |  |  |                   |        |
|  | Rajat Chauhan (6)         | 145                       | Pierre Julien Deloche (3) | 146           |                        |              |  |  |                   |        |
|  |                           |                           | Pierre Julien Deloche (3) | 146           | Match pour la 3e place |              |  |  |                   |        |
|  |                           | Peter Elzinga (2)         | 146                       |               |                        |              |  |  |                   |        |
|  | Alexander Dambaev (7)     | Peter Elzinga (2)         | 146                       | 144           |                        |              |  |  |                   |        |
|  | Alexander Dambaev (7)     |                           |                           | 144           |                        |              |  |  |                   |        |
|  | Peter Elzinga (2)         | 145                       |                           | Reo Wilde (1) | 146                    |              |  |  |                   |        |
|  | Peter Elzinga (2)         | 145                       |                           | Reo Wilde (1) | 146                    |              |  |  |                   |        |
|  |                           |                           |                           |               |                        |              |  |  | Peter Elzinga (2) | 144    |
|  |                           |                           |                           |               |                        |              |  |  | Peter Elzinga (2) | 144    |

### Poulies féminin
|  | Quarts-de-finale        | Quarts-de-finale    |                 |                     | Demi-finales           | Demi-finales |  |  | Finale         | Finale |
|  | Quarts-de-finale        | Quarts-de-finale    |                 |                     | Demi-finales           | Demi-finales |  |  | Finale         | Finale |
|  |                         |                     |                 |                     |                        |              |  |  |                |        |
|  |                         |                     |                 |                     |                        |              |  |  |                |        |
|  |                         |                     |                 |                     |                        |              |  |  |                |        |
|  | Sara López (1)          | 144                 |                 |                     |                        |              |  |  |                |        |
|  | Sara López (1)          | 144                 |                 |                     |                        |              |  |  |                |        |
|  | Clementine de Guili (8) | 110                 |                 |                     |                        |              |  |  |                |        |
|  | Clementine de Guili (8) | 110                 | Sara López (1)  | 147                 |                        |              |  |  |                |        |
|  |                         |                     | Sara López (1)  | 147                 |                        |              |  |  |                |        |
|  |                         | Natalia Avdeeva (4) | 145             |                     |                        |              |  |  |                |        |
|  | Linda Ochoa (5)         | Natalia Avdeeva (4) | 145             | 144                 |                        |              |  |  |                |        |
|  | Linda Ochoa (5)         |                     |                 | 144                 |                        |              |  |  |                |        |
|  | Natalia Avdeeva (4)     | 145                 |                 |                     |                        |              |  |  |                |        |
|  | Natalia Avdeeva (4)     | 145                 | Sara López (1)  | 147                 |                        |              |  |  |                |        |
|  |                         |                     | Sara López (1)  | 147                 |                        |              |  |  |                |        |
|  |                         | Erika Jones (3)     | 145             |                     |                        |              |  |  |                |        |
|  | Erika Jones (3)         | Erika Jones (3)     | 145             | 145                 |                        |              |  |  |                |        |
|  | Erika Jones (3)         |                     |                 | 145                 |                        |              |  |  |                |        |
|  | Alejandra Usquiano (6)  | 126                 |                 |                     |                        |              |  |  |                |        |
|  | Alejandra Usquiano (6)  | 126                 | Erika Jones (3) | 146                 |                        |              |  |  |                |        |
|  |                         |                     | Erika Jones (3) | 146                 | Match pour la 3e place |              |  |  |                |        |
|  |                         | Toja Cerne (7)      | 137             |                     |                        |              |  |  |                |        |
|  | Toja Cerne (7)          | Toja Cerne (7)      | 137             | 145                 |                        |              |  |  |                |        |
|  | Toja Cerne (7)          |                     |                 | 145                 |                        |              |  |  |                |        |
|  | Albina Loginova (2)     | 140                 |                 | Natalia Avdeeva (4) | 145                    |              |  |  |                |        |
|  | Albina Loginova (2)     | 140                 |                 | Natalia Avdeeva (4) | 145                    |              |  |  |                |        |
|  |                         |                     |                 |                     |                        |              |  |  | Toja Cerne (7) | 144    |
|  |                         |                     |                 |                     |                        |              |  |  | Toja Cerne (7) | 144    |

### Poulies mixte par équipes
L'équipe des États-Unis composée de Erika Jones et Reo Wilde s'impose contre l'équipe de Suisse composée de Clementine de Guili et Patrizio Hofer sur le score de 158 à 151.

## Classements des nations
| Rang | Pays         | Points | Drapeau de la République populaire de Chine | Drapeau de la Colombie | Drapeau de la Turquie | Drapeau de la Pologne |
| ---- | ------------ | ------ | ------------------------------------------- | ---------------------- | --------------------- | --------------------- |
| 1    | États-Unis   | 660    | 175                                         | 220                    | 84                    | 181                   |
| 2    | Corée du Sud | 531    | 99                                          | 196                    | 236                   | -                     |
| 3    | Mexique      | 444    | 119                                         | 133                    | 43                    | 149                   |
| 4    | Russie       | 373    | 35                                          | 46                     | 149                   | 143                   |
| 5    | Inde         | 330    | 23                                          | 81                     | 78                    | 148                   |
| 6    | Chine        | 313    | 76                                          | 67                     | 87                    | 83                    |
| 7    | Pays-Bas     | 269    | 53                                          | 87                     | 81                    | 48                    |
| 8    | Italie       | 259    | -                                           | 97                     | 81                    | 81                    |
| 9    | Colombie     | 241    | 78                                          | 71                     | 32                    | 60                    |
| 10   | France       | 230    | 105                                         | 26                     | 25                    | 74                    |